# Moravský Žižkov
Moravský Žižkov – wieś na Morawach, w Czechach, w kraju południowomorawskim. Według danych z 3 lipca 2006 liczba jego mieszkańców wyniosła 1389 osób.